# Špakovskij rajon
Lo Špakovskij rajon, in russo Шпаковский район?, è un rajon del Kraj di Stavropol', nel Caucaso.